# Jebtsundamba

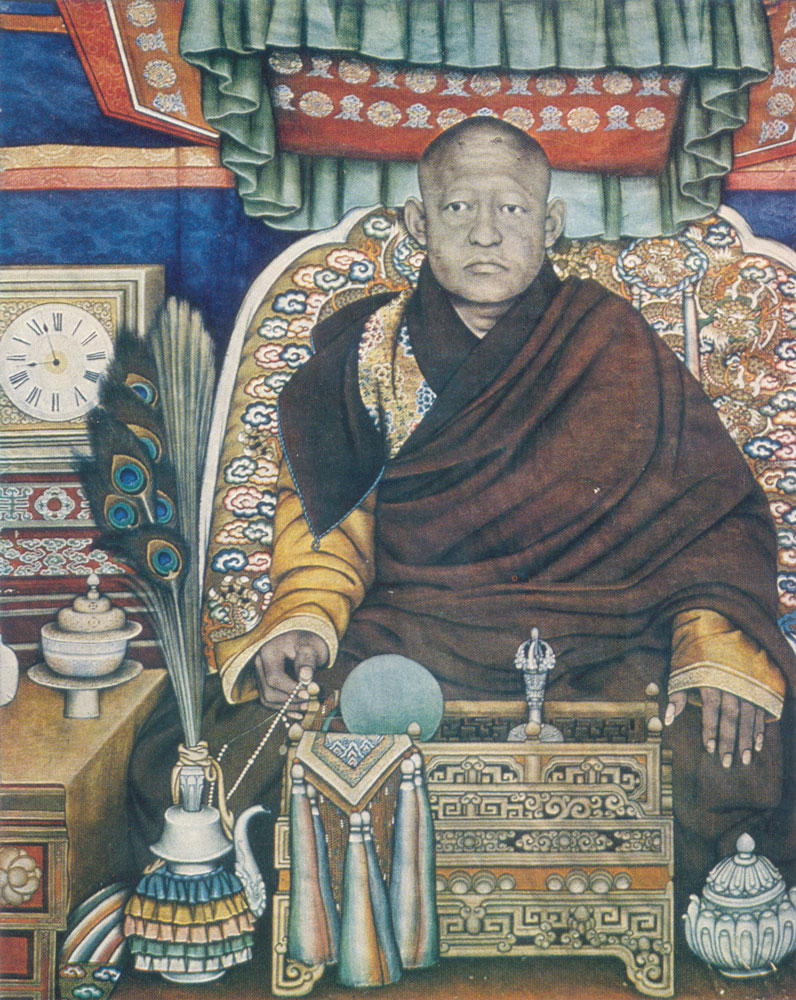
De achtste jebtsundamba koetoektoe (1870-1924), schilderij

De jebtsundamba koetoektoe, ook wel bogd(o) gegen, is het hoofd van de gelugtraditie binnen het Tibetaans boeddhisme in Mongolië. Meestal wordt de titel afgekort tot Jebtsundamba of Jabzandamba. Bogd gegen laat zich vertalen met schitterende heiligheid.
In het gebied dat nu de huidige Chinese provincie Binnen-Mongolië is, was vanaf begin 18e eeuw de Changkya Koetoektoe de hoogste boeddhistische geestelijke. De belangrijkste tulku in die lijn was Changkya Rölpe Dorje (1717-1786).

## Geschiedenis

### De eerste bogd gegen Zanabazar

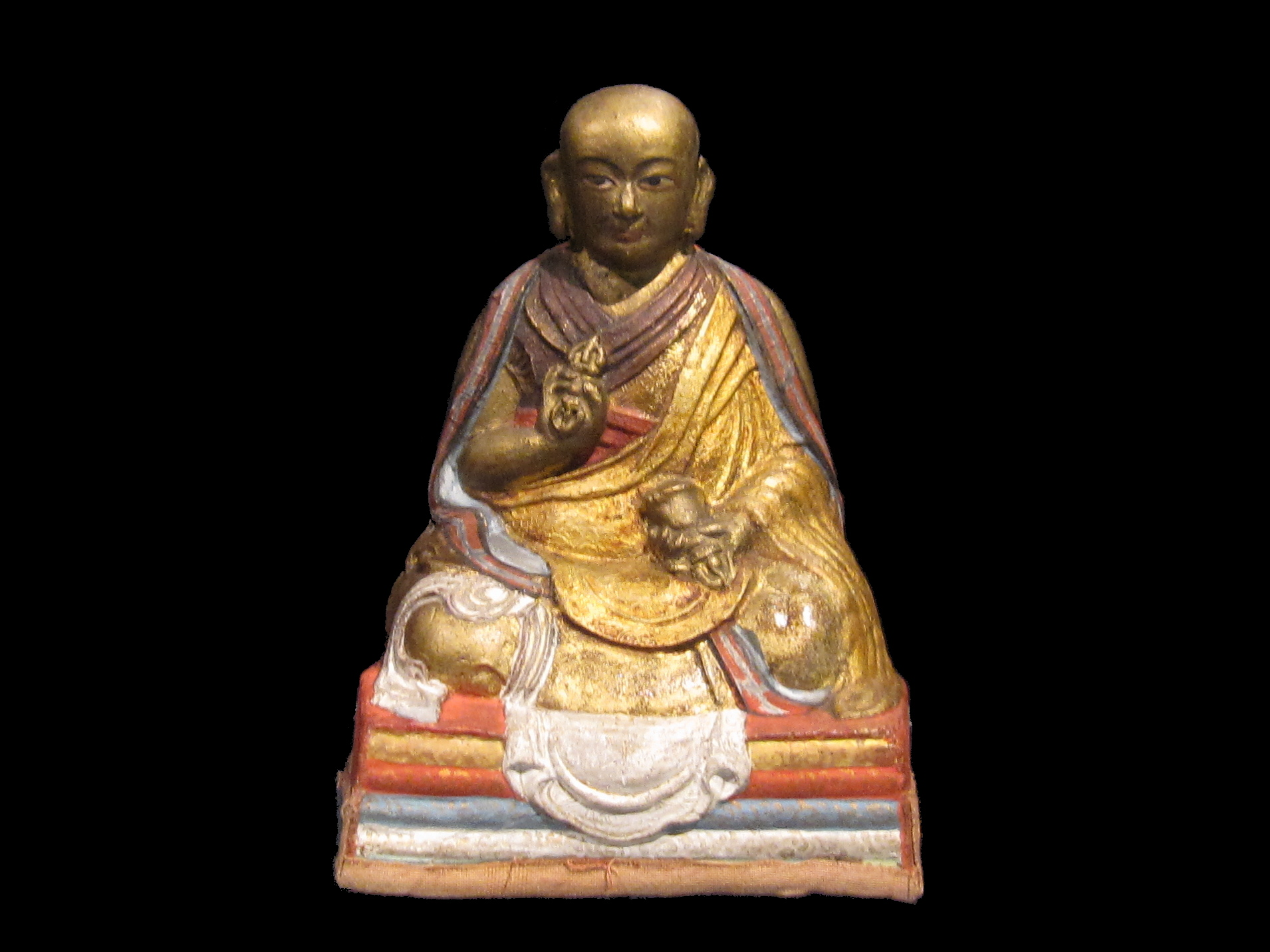
Zanabazar

De eerste Mongoolse jebtsundamba (en eerste bogd gegen) was Zanabazar (1635-1723), een achterkleinzoon van Altan Khan, die in de 16e eeuw een belangrijke rol speelde bij de herintroductie van het boeddhisme bij de Mongolen. Op basis van die relatie stamde Zanabazar ook in een rechte lijn af van de grote khans van de Mongolen (Dzjengis Khan, Ögedei Khan en Koeblai Khan). Oorspronkelijk was Zanabazar een volgeling van de sakyaorde in het Tibetaanse boeddhisme.
Tijdens zijn eerste bezoek aan Tibet in 1650 proclameerde de toenmalige vijfde dalai lama Ngawang Lobsang Gyatso dat Zanabazar een reïncarnatie was van de beroemde leraar en historicus Taranatha, die in 1634 in Mongolië was overleden. Taranatha was de belangrijkste tulku van de jonangtraditie. Daarnaast bekeerde hij Zanabazar tot de gelugtraditie. Taranatha zelf werd verondersteld de vijftiende reïncarnatie van een verlicht wezen, de Jebtsun Dampa, te zijn.
In de traditie gaat de lijn van de Jebtsun Dampa terug naar de tijd van de Boeddha zelf. De eerste reïncarnatie van de Jebtsun Dampa zou ca. 2500 jaar geleden een discipel van de Boeddha zijn geweest. Zanabazar werd daarmee de zestiende reïncarnatie van de Jebtsun Dampa. Hiermee kwam de reïncarnatielijn van de Jebtsun Dampa in de gelugtraditie, waarmee het onder het leiderschap van Zanabazar de dominante religieuze machtsfactor werd in Mongolië. In veel - ook Mongoolse - geschiedschrijving over dit onderwerp begint de nummering van de jebtsundamba's met Zanabazar als de eerste.
Veel van de kennis over het leven van de jebtsundamba's is afkomstig uit een Mongoolse tekst, die dateert uit 1859. Dit is een compilatie van de biografieën van de eerste zes jebtsundamba's en een beschrijving van de eerste negen jaar van de periode van de zevende. Hij was in het bezit van A.M. Pozdneyev bij het schrijven van zijn werk Mongolia and the Mongolians en is uiteindelijk door Charles Bawden in het Engels vertaald onder de titel The Jebtsundamba Khutukthus of Urga.

### Volgende bogd gegens
Alleen de reïncarnatie direct na Zanabazar, Losang Tenbey Drönmey, (1724-1757) was ook Mongools. Vanaf eind 17e eeuw werd ook het gebied dat nu de republiek Mongolië is, in het Chinees Keizerrijk opgenomen. In 1691 hadden de Khalkha-Mongolen, waartoe ook Zanabazar behoorde, zich onderworpen aan de Qing-keizer Kangxi. In 1756 kwamen enkele Mongoolse prinsen tegen de Chinese overheersing in opstand. Dat verzet werd snel gebroken. De toenmalige bogd gegen slaagde erin om zelf buiten het conflict te blijven, maar werd wel gedwongen de executie van zijn jongere broer bij te wonen.
De Qing-keizer Qianlong besloot hierna ieder risico van een alliantie tussen mogelijk toekomstig Mongools verzet en een wellicht charismatische autochtoon Mongoolse jebtsundamba uit te sluiten en beval dat toekomstige reïncarnaties voortaan alleen nog in Tibet gevonden zouden worden. De volgende zes jebtsundamba's waren dan ook allen Tibetanen.

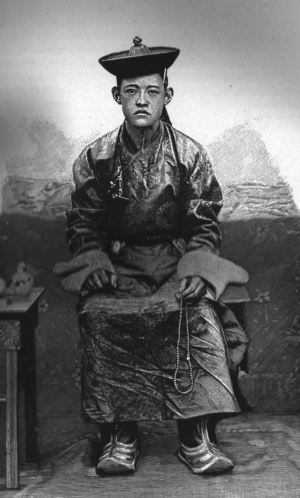
De achtste jebtsundamba koetoektoe, Ngawang Losang Chökyi Nyima Tenzin Wongchuk (1870-1924)

De laatste daarvan, de achtste, riep zich in 1911 na de val van de Qing-dynastie uit tot keizer van een onafhankelijk Mongolië en nam de titel Bogd Khan aan. In 1921 wordt de feitelijke macht in Mongolië overgenomen door de Mongoolse Volkspartij, die zich in de jaren daarna snel in marxistische zin zal ontwikkelen.. De laatste bogd gegen mocht tot aan zijn dood in 1924 met beperkte bevoegdheden formeel staatshoofd blijven.

### Relatie met de Chinese keizers
Voor de Chinese keizers was de verhouding met de jebtsundamba's in de 17e en 18e eeuw net zo van instrumentele aard als die met de dalai lama's (Zie ook Patroon-priesterrelatie). Ook een jebtsundamba werd allereerst geacht een matigende invloed uit te oefenen op de Mongoolse warlords die in die periode nog regelmatig als een bedreiging voor de veiligheid van het rijk werden gezien. Zolang hij dat naar bevrediging van de Chinese keizer deed, kon hij rekenen op giften, eerbetoon en het ontvangen van indrukwekkende titels.
Zanabazar ontwikkelde een zeer goede relatie met de keizer Kangxi. Vanaf circa 1695 verbleef Zanabazar meestal zes maanden per jaar in Peking en/of Jehol waar hij Kangxi frequent ontmoette. Ook de drie volgende jebtsundamba's werden regelmatig op bezoek bij de keizer uitgenodigd. Vanaf de 19e eeuw werd de dreiging door Mongolen voor de veiligheid van het rijk in Peking als nauwelijks meer relevant beschouwd. De uitnodigingen voor een bezoek aan de keizer alsmede ontvangst van titels en ander eerbetoon was vanaf de vijfde jebtsundamba niet of nauwelijks meer aan de orde.

### Geweigerde reïncarnatie onder communistisch bewind
Na de dood van de achtste bogd gegen, Ngawang Losang Chökyi Nyima Tenzin Wongchuk, vonden enkele lama's al snel een nieuwe reïncarnatie. Dat stuitte echter op bezwaren bij de Volkspartij. Die baseerde zich op het historische feit, dat in het verleden de acceptatie van een nieuwe reïncarnatie niet alleen een zaak was van de hiërarchie binnen het georganiseerde Mongoolse boeddhisme. Zeker vanaf de derde bogd gegen moest een reïncarnatie uitdrukkelijk gelegitimeerd worden door het wereldlijk gezag van de Mantsjoe-keizer. Het Centraal Comité van de partij besloot dat er onvoldoende gronden waren om de gevonden reïncarnatie te accepteren.
De Partij was nog niet machtig genoeg om een zoektocht naar een jebtsundamba volstrekt te verbieden. Het had echter de ambitie om een andere sociale en economische ordening in het land te realiseren en verwachtte daarbij uiteraard weerstand van de hiërarchie van het georganiseerd boeddhisme. Het wilde dan ook niet gelijk het tactische voordeel opgeven om het georganiseerde Mongoolse boeddhisme voorlopig zonder geestelijk leider te laten. Het Centraal Comité suggereerde daarop om de kwestie voor te leggen aan de dalai lama. Dat zou een procedure kunnen worden die men zeer lang zou kunnen rekken. Er bleef echter onrust in het land bestaan.
In 1926 nam het partijcongres uiteindelijk een verklaring aan waarin handig gebruik wordt gemaakt van enkele elementen uit het Mongoolse volksgeloof. Het was een traditie geworden dat na de dood van een jebtsundamba er geruchten gingen circuleren dat deze niet meer wedergeboren zou worden. Een tweede element uit het volksgeloof was, dat de ooit laatste reïncarnatie in de lijn van de jebtsundamba's de mythische generaal Hanamand zou zijn uit het even mythische rijk van Shambhala. Het partijcongres nam de volgende verklaring aan:
De jebtsundamba koetoektoes verdienen grote waardering voor hun inzet voor de Mongoolse religie en staat (...) De achtste incarnatie heeft Mongolië bevrijd van de Chinese overheersing en heeft de basis gelegd voor de vorming van een staat en heeft die gekoesterd en beschermd (...) Hij (...) toonde uiteindelijk zijn eigen vergankelijkheid aan en overleed. Er is een traditie dat na de achtste incarnatie hij niet meer gereïncarneerd zal worden, maar daarna wedergeboren zal worden als de Generaal Hanamand uit het rijk van Shambala. Er is daarom geen reden over te gaan tot de installatie van de negende incarnatie. Desalniettemin, vele van zijn onontwikkelde volgelingen zijn met hun vlezige ogen en dom onbegrip onmachtig dit te begrijpen. Er wordt daarom besloten dat het nieuw te kiezen Centraal Comité deze kwestie zal oppakken en voorleggen aan de dalai lama.— Mongoolse partijcongres, 1926

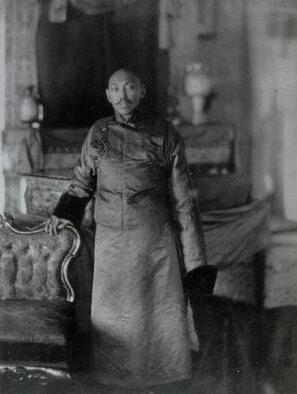
De dertiende dalai lama

De kwestie is echter nooit aan de toenmalige dertiende dalai lama, Thubten Gyatso, voorgelegd.

### Jebtsundamba in ballingschap
In 1936 zou Jampäl Yeshe Gyaltsen, de vijfde Reting rinpoche en op dat moment de eerste van de twee regenten in Tibet voor de periode na de dood van de dertiende dalai lama ontdekt hebben dat de dan vierjarige Jampäl Namdröl Chökyi Gyaltsen de incarnatie was van Ngawang Losang Chökyi Nyima Tenzin Wongchuk (1870-1924), de achtste jabzamdanba. Die ontdekking wordt vanwege de voor het boeddhisme desastreuze situatie in Mongolië geheim gehouden.
Als Tenzin Gyatso, de veertiende dalai lama, in 1959 naar India vertrekt, wordt hij gevolgd door Jampäl Namdröl die vreest dat indien in de nieuw ontstane situatie in Tibet zijn identiteit toch onthuld zal worden dit dan misbruikt zal worden voor communistische propaganda.
In Mongolië valt circa 1990 de alleenheerschappij van de communistische partij en in het land ontwikkelt zich een meerpartijensysteem en een vorm van min of meer democratie. In dat jaar, 1990, onthult ook de dalai lama de identiteit van Jampäl Namdröl als de negende jabzandamba. In 1992 wordt hij ook in Dharamsala als zodanig geïnstalleerd.
Het zou daarna nog haast 20 jaar duren voordat hij in 2010 het Mongoolse staatsburgerschap aanvraagt en verkrijgt en zich dan op al 78-jarige leeftijd vestigt in het klooster Gandantegchinlin nabij het huidige Ulaanbaatar.
Onenigheid met achtereenvolgende Mongoolse regeringen over een functie in het staatsbestel dat Jampäl Namdröl Chökyi Gyaltsen voor zichzelf voor ogen had, speelde hierbij een belangrijke rol.

## Opvolging
De negen bogd gegens van Mongolië. De vijfde tot en met de achtste bogd gegen zijn geselecteerd via de procedure met de Gouden urn.
| Bogd gegen | naam                                        | Mongools                       | geboren | overleden | Opmerking                                                                          |
| ---------- | ------------------------------------------- | ------------------------------ | ------- | --------- | ---------------------------------------------------------------------------------- |
| 1e         | Losang Tenpey Gyaltsen, ook wel Zanabazar   |                                | 1635    | 1723      | geboren in Mongolië, zoon van Gombodjori, hoofd van de Tusheti-stam van de Kalkha. |
| 2e         | Losang Tenbey Drönmey                       | Lusandanbidonme                | 1724    | 1757      | geboren in Mongolië, zoon van Darkhan Chingwang, zoon van een neef van Zanabazar   |
| 3e         | Yeshe Tenbey Nyima                          | Ishüvdennyam                   | 1758    | 1773      | geboren in Tibet                                                                   |
| 4e         | Losang Tupten Wongchuk                      | Luvsanbanchujigmedjamts        | 1775    | 1813      | geboren in Tibet, neef van de zevende dalai lama                                   |
| 5e         | Losang Tsultrim Jikmey                      | Luvsantsültemjigmeddorj        | 1815    | 1842      | geboren in Tibet                                                                   |
| 6e         | Losang Palden Tenpa                         | Luvsanbaldanbijantsan          | 1842    | 1847?     | geboren in Tibet                                                                   |
| 7e         | Ngawang Chökyi Wongchuk Trinley Gyatsho     | Choijibanchugprinleijamts      | 1850    | 1868      | geboren in Tibet                                                                   |
| 8e         | Ngawang Losang Chökyi Nyima Tenzin Wongchuk | Luvsanchoijinimadanzinbanchug  | 1870    | 1924      | geboren in Tibet                                                                   |
| 9e         | Jampäl Namdröl Chökyi Gyaltsen              | Jampäl Namdrol Chökyi Gyaltsen | 1932    | 2012      | geboren in Tibet                                                                   |